# Chicago Majors 1962-1963
La stagione 1962-63 dei Chicago Majors fu la 2ª e ultima nella ABL per la franchigia.
Al momento del fallimento della lega, i Chicago Majors erano sesti con un record di 8-20.

## Roster
| N° | Naz.                   | Ruolo | Sportivo           | Anno | Alt. | Peso |
| -- | ---------------------- | ----- | ------------------ | ---- | ---- | ---- |
|    | Stati Uniti (bandiera) | G     | Bucky Bolyard      | 1937 | 180  | 84   |
|    | Stati Uniti (bandiera) | AC    | Jeff Cohen         | 1939 | 201  | 102  |
|    | Stati Uniti (bandiera) | GA    | Kelly Coleman      | 1938 | 191  | 98   |
|    | Stati Uniti (bandiera) | A     | Mel Davis          | 1937 | 196  | 88   |
|    | Stati Uniti (bandiera) | A     | Jackie Fitzpatrick | 1935 | 193  | 98   |
|    | Stati Uniti (bandiera) | A     | Leroy Gibson       | 1937 | 196  | 86   |
|    | Stati Uniti (bandiera) | G     | Dave Gunther       | 1937 | 201  | 86   |
|    | Stati Uniti (bandiera) | C     | Millard Harris     |      | 201  |      |
|    | Stati Uniti (bandiera) | GA    | Tony Jackson       | 1942 | 193  | 91   |
|    | Stati Uniti (bandiera) | AC    | George Patterson   | 1939 | 201  | 104  |
|    | Stati Uniti (bandiera) | G     | Ron Sobieszczyk    | 1934 | 191  | 84   |
|    | Stati Uniti (bandiera) | G     | Herschell Turner   | 1938 | 188  | 88   |

## Staff tecnico
- Allenatore: Ron Sobieszczyk